# おじいちゃんの記憶を巡る旅
『おじいちゃんの記憶を巡る旅』（おじいちゃんのきおくをめぐるたび、原題: Old Man's Journey）は、オーストリアのゲームソフト開発会社Broken Rulesが開発したパズルゲーム。

## 概要
本作の物語は、一人暮らしの老爺を主人公として展開される。自分宛の手紙を受け取った主人公は手紙の差出人の元を訪れるため旅に出るが、その道中で目にする様々な光景によりかつて共に過ごしていた家族との記憶を思い起こし、懐旧と後悔の念を抱くことになる。作中では台詞や説明文が一切無く、物語の流れは主人公たちの仕草や要所で流れる回想シーンによって表現される。こうしたシーンを含む本作のグラフィックは全編にわたり絵本のようなタッチで描かれている。
ゲーム画面は横視点で表示され、任意の地表をタップすることで主人公がその場所まで移動するが、多くの場合、道の寸断や障害物の存在などによりそのままでは進めない。この時、地形をドラッグして隆起または沈降させ各地形の輪郭同士を繋ぐことで進路を生成できる。ただし、主人公がいる地形は動かせない。ステージによっては、坂道を勢いよく転がり障害物を破壊する車輪や、草地の間を移動し進路を妨げる羊の群れなどの仕掛けもある。また、特定の箇所でタップやドラッグを行うことで物語が進行する場面があるほか、進行と関係ない箇所の一部でも反応が返ってくる。

## 開発
本作の開発は、Broken RulesのCEOであるフェリックス・ボハチュ（Felix Bohatsch）が所有していた写真がきっかけとなった。Broken Rulesがタッチデバイス向けソフトの企画を模索していた時期のある日、ボハチュが友人の写っている写真を眺めていたところ、ふと、その背景にある丘陵地帯を指で動かしたいという衝動が湧き、この中にキャラクターを置いて放浪の旅をさせるというアイデアが浮かんだ。また、ボハチュを含むBroken Rulesの社員のそれぞれが当時、仕事と家庭の両立の問題に直面していた事情から、放浪の旅と家族のエピソードを結びつけることが決まった。
本作の開発にあたり、インディーゲーム開発の資金援助組織「Indie Fund」とウィーンの経済振興機関「ウィーン・ビジネス・エージェンシー（Vienna Business Agency）」の支援を受けている。
前述のように本作は絵本のような絵柄を特徴としている。ボハチュはこの発想の元について、欧州各国の絵はがきや観光地の写真のほか、アイルランドのアニメーション映画『ソング・オブ・ザ・シー 海のうた』、画家・イラストレーターのアイヴァンド・アール、Elle Michalka、井筒啓之、Szymon Biernacki、スコット・ウィルズの作品群から影響を受けたと語っている。また、ゲームソフトでは『モニュメントバレー』『ブラザーズ : 2人の息子の物語』『Sword & Sworcery』『Icycle: On Thin Ice』『Year Walk 最後の啓示』『Flowery』『風ノ旅ビト』の名前を挙げている。

## 受賞・ノミネート
- IndieCade（英語版） Europe 2016 「Media Choice Award」受賞[11]
- 2017 Apple Design Awards（英語版） 受賞（他作品と共同）[3]
- App Store Games of the Year - Best of 2017 受賞（他作品と共同）[12]
- BIG Festival 2017 「Melhor Arte（Best Art Award）」受賞、「Prêmio Inovação（Innovation Award）」ノミネート[13]
- センス・オブ・ワンダーナイト2017 「Best Arts Award」受賞[14]
- BIC Awards 2017 「Excellence in Art」受賞[15]、「Grand Prix」「Excellence in Audio」「Excellence in Narrative」ノミネート[16][17][18]
- Golden Joystick Awards 2017 「Handheld/Mobile Game of the Year」ノミネート[19]
- Independent Games Festival 2017 「Excellence in Visual Art」ノミネート[20]
- The Game Awards 2017（英語版） 「Best Mobile Game」ノミネート[21]
- Bolognaragazzi Digital Award 2018 フィクション部門受賞[22]
- 2018 Taipei Game Show 「Grand Prix」「Best Visual Art」受賞[23]
- Google Play Indie Games Contest 2017 ノミネート[24]
- Italian Video Game Awards 2018 「Best Mobile Game」ノミネート[25]
- 14th International Mobile Gaming Awards（英語版） 「Game Artist of 2017」受賞[26]
- 2018 Google Play Awards 「Standout Indie」部門受賞[27]
- 第45回 日本賞 「クリエイティブ・フロンティアカテゴリー優秀賞」受賞[28]